# کوپایوو
کوپایوو (انگلیسی: Kupayevo) یک شهرک در شهرستان کوشنارنکوفسکی جمهوری باشقیرستان در کشور روسیه است.